# Christianisme au Qatar

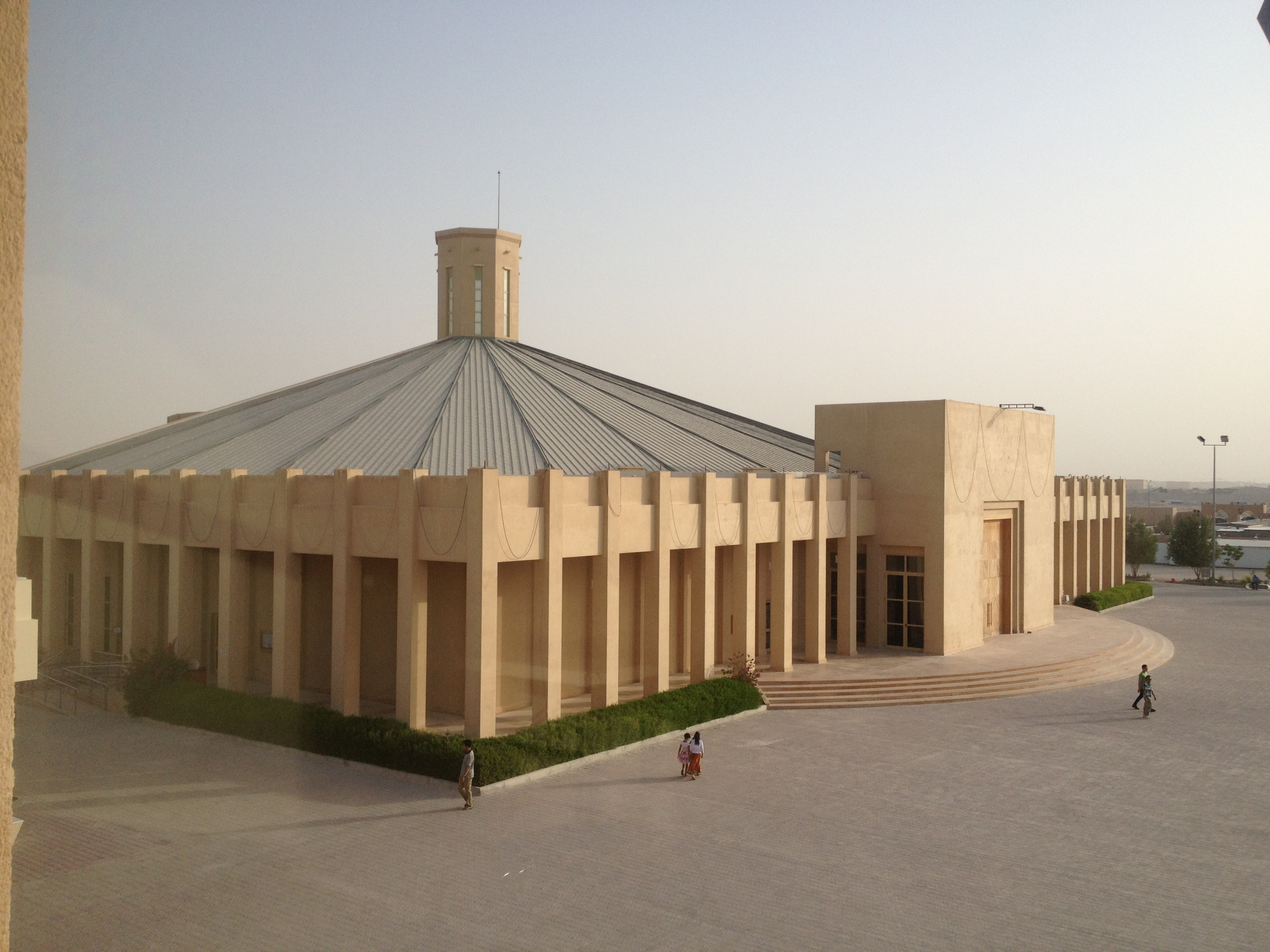
Église Notre Dame du Rosaire (ou Sainte Marie) à Doha

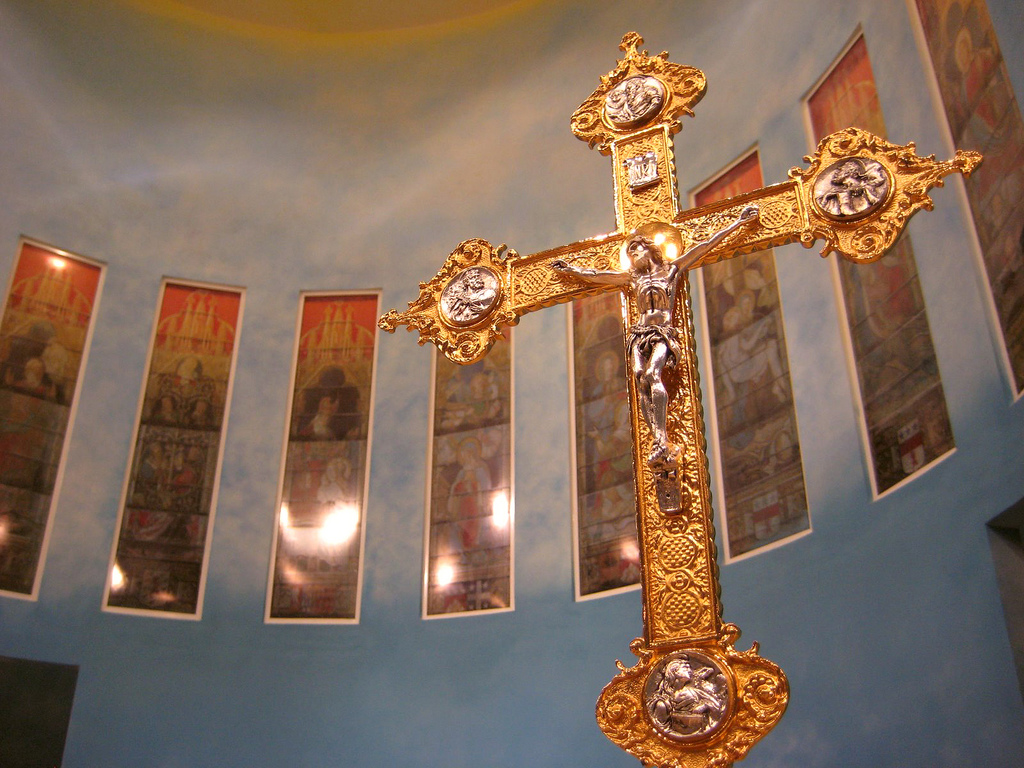
Détails de l'intérieur de l'église Notre Dame du Rosaire

Les chrétiens sont une minorité religieuse dans l'État du Qatar. Ce sont principalement des expatriés établis dans le pays (Philippins, Indiens, Libanais, Européens, Américains…).

## Histoire
1993 Établissement de relations diplomatiques entre le Qatar et le Saint-Siège (Vatican).

## Politique religieuse et législation
Le Qatar est un État islamique.
L'émir Hamad bin Khalifa Al Thani a accordé des terrains pour la construction de cinq églises à Doha, la capitale :
- Église catholique Notre-Dame-du-Rosaire (consacrée le 15 mars 2008)
- Église copte orthodoxe
- Église orthodoxe
- Église anglicane
- Église inter-confessionnelle / Inter Denominational Christian Church (28 communautés dont l'Église catholique syro-malabare, l'Église catholique syro-malankare, l'Église malankare orthodoxe, l'Église malankare Mar Thoma, l'Église de l'Inde du Sud…).

## Situation actuelle par dénomination

### Églises orthodoxes orientales
Église copte orthodoxe
Le Qatar dépend de l'archidiocèse copte orthodoxe de Jérusalem, du Golfe et du Proche-Orient.
L'église Saint-Pierre et Saint-Paul est en cours de construction.
Église syriaque orthodoxe / Église syro-malankare orthodoxe
L'Église syro-malankare orthodoxe, dans la juridiction de l'Église syriaque orthodoxe, compte une paroisse (Saint-Jacques) à Doha.
Il existe également une petite communauté de Knanayas jacobites (paroisse Saint-Pierre).
Église malankare orthodoxe
L'Église malankare orthodoxe compte une paroisse à Doha.
Église apostolique arménienne
Une communauté apostolique arménienne est organisée. La majorité est originaire du Liban, mais aussi de Syrie, d'Iran, de France, des États-Unis et plus récemment d'Arménie.
Église éthiopienne orthodoxe
Une communauté éthiopienne orthodoxe est également organisée (Kidist Selasse).

### Église orthodoxe (byzantine)
La paroisse orthodoxe de Doha dépend du Patriarcat de Jérusalem (le patriarche Théophile III fut représentant du patriarcat au Qatar).
L'église Saint-Isaac et Saint-Georges est en cours de construction.

### Église catholique
Le Qatar fait partie du vicariat apostolique d'Arabie septentrionale dont le siège est au Koweït.
Le nombre des catholiques est estimé à 50 000.
L'église Notre-Dame-du-Rosaire (ou Sainte-Marie) a été inaugurée le 15 mars 2008 par le cardinal indien Ivan Dias, préfet de la congrégation pour l'évangélisation des peuples, et par Mgr Paul Hinder, vicaire apostolique d'Arabie. C'est la première église construite dans le pays depuis le VIIe siècle.
Il existe plusieurs communautés catholiques orientales organisées, notamment une communauté syro-malabare (église Saint-Thomas) et une communauté syro-malankare (église Sainte-Marie).
Parmi les catholiques syro-malabares, il existe une petite communauté de Knanayas catholiques.

### Églises anglicanes et protestantes
Le Qatar fait partie du diocèse de Chypre et du Golfe de l'Église épiscopale de Jérusalem et du Moyen-Orient.
Le nombre des anglicans est estimé entre 7 000 et 10 000.
L'église de l'Épiphanie et un centre communautaire anglican sont en cours de construction.
L'Église malankare Mar Thoma compte également une paroisse, de même que l'Église de l'Inde du Sud.